# Квятковская, Фаина Марковна
Фаина (Феофания) Марковна Квятковская (урождённая Фейга Иоффе; 23 декабря 1914, Ялта Таврической губернии — 9 июля 1991, Ленинград) — польский и советский композитор, автор фокстрота «У самовара я и моя Маша» (1931). В польский период творческой деятельности была известна как Фанни Гордон (по фамилии отчима).

## Биография
В 1939 году, с началом Второй мировой войны, покинула Варшаву и в 1945 году вместе с матерью поселилась в Ленинграде.
Автор эстрадного шлягера «У самовара я и моя Маша» (1931), танго «Аргентина» (1931), «Лишь для нас…», чардаша «В ночной глуши напев звучит», оперетт «Яхта любви» (1933), «Девушка из Шанхая» (совместно с А. М. Маневичем, 1950), «Под небом Алабамы», «Война и любовь», музыкальный спектакль для детей «Кот и пингвин».
Умерла 9 июля 1991 года. Похоронена на Преображенском еврейском кладбище.